# Тюльпан двуцветковый
Тюльпа́н двуцветко́вый, или Тюльпан двухцветко́вый, или Тюльпан Калье́, или Тюльпан коктебе́льский, или Тюльпан многоцве́тный (лат. Tūlipa biflōra) — многолетнее травянистое растение; вид рода Тюльпан (Tulipa) семейства Лилейные (Liliaceae).

## Ботаническое описание
Эфемероид. Луковичный травянистый многолетний поликарпик с безрозеточным побегом, высотой 10—20 см. Луковица яйцевидная, шириной 1—1,5 см, с серовато-бурыми оболочками, внутри паутинисто-шерстистыми.
Стебель голый, коричневато-зелёный. Листья в числе двух, серповидно отогнутые, голые, гладкие, линейные, слегка сизые, с тусклым пурпурным окаймлением, нижний немного превышает цветок.
Бутон прямостоячий, цветков один - два (иногда до шести), листочки околоцветника белые, при основании жёлтые, длиной 13—25 мм, наружные — ланцетные, с внешней стороны грязновато-фиолетовые, внутренние — продолговатые или продолговато-яйцевидные, заострённые, с чёткой зелёной срединной жилкой в полтора раза у́же внутренних. С внутренней стороны все листочки околоцветника белые с большим жёлтым пятном, составляющим половину их длины. Тычиночные нити цилиндрические; тычинки вдвое короче околоцветника, жёлтые. Пыльники жёлтые в два раза короче нитей, с пурпурными кончиками, со слабым волосистым кольцом у основания. Цветёт в конце апреля — начале мая.
Плод — коробочка 8—13 мм ширины и почти такой же длины, почти шаровидная. Завязь с коротким столбиком.
Число хромосом 2n = 24.

## Распространение и местообитание
Европа: Восточная (на Украине — Донецкая область, Крым); Кавказ (Азербайджан, Армения); Азия: Юго-Западная (от восточной Турции до западного Пакистана), Средняя (Казахстан, Туркменистан.
Россия: европейская часть (восточные районы Ростовской области, Ставропольский край, Краснодарский край, Калмыкия, Заволжье, Нижнее Поволжье), юго-запад Сибири.
Лимитирующие факторы — изменение фитоценотической среды (не выносит сильного задернения и затенения), перевыпас скота, распашка целинных степей, сбор на букеты и пересадка в частные коллекции, климатические изменения (страдает в засушливые годы). Естественно редкий малочисленный вид.

## Синонимика
По данным The Plant List на 2010 год, в синонимику вида входят:
- Liriopogon biflorum (Pall.) Raf.
- Orithyia biflora (Pall.) Kunth
- Podonix albiflora Raf.
- Tulipa bessarabica Zapal.
- Tulipa biflora var. buhseana Regel
- Tulipa biflora var. major Boiss.
- Tulipa binutans Vved.
- Tulipa buhseana Boiss.
- Tulipa callieri (Halácsy) & Levier
- Tulipa crispatula Boiss. & Buhse
- Tulipa halophila (Bornm.) & Gauba
- Tulipa humilis var. crispatula (Boiss. & Buhse) Boiss.
- Tulipa koktebelica Junge
- Tulipa sylvestris var. biflora (Pall.) Ledeb.
- Tulipa talijevii Klokov & Zoz

## Охранный статус

### В России
В России вид входит в Красные книги таких регионов как: Астраханская, Волгоградская, Оренбургская, Ростовская, Самарская и Саратовская области, Краснодарский и Ставропольский край, а также республик Дагестан, Калмыкия и Чечня. Растёт на территории нескольких особо охраняемых природных территорий России.